# Collet Dobson Collet

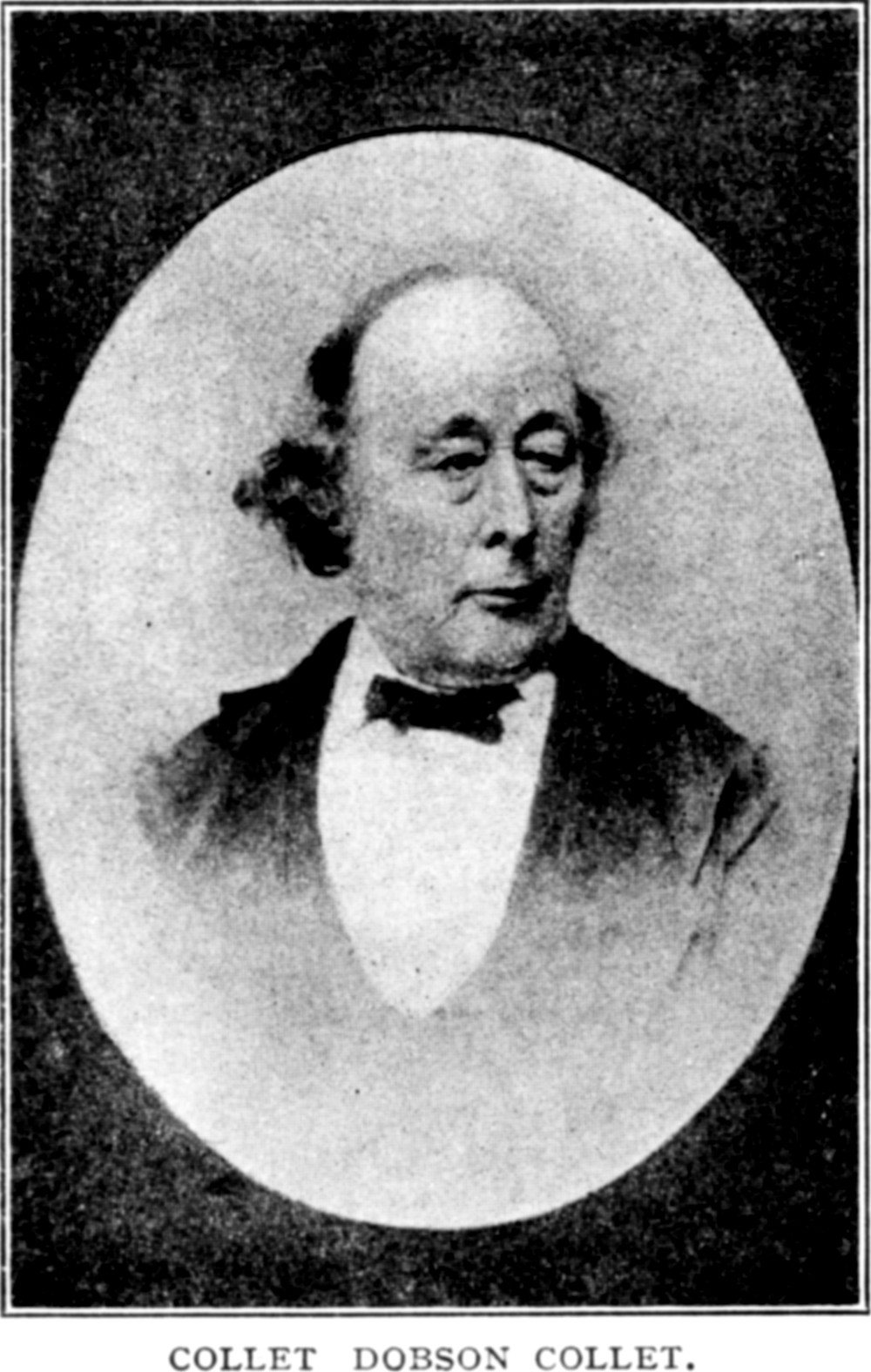
Collet Dobson Collet

Collet Dobson Collet (31 december 1812 - 28 december 1898) was een radicaal vrijdenker, chartist en activist tegen belasting op kranten.
Collet moest een carrière in de rechten opgeven vanwege een gebrek aan geld. Daarop werd hij Hoofd Muziek bij de vrijdenkersorganisatie South Place Ethical Society. Collet was tevens sterk betrokken bij de Chartist-beweging, een beweging voor politieke en sociale hervormingen in het Verenigd Koninkrijk.
Hij werd secretaris van de Secretary of the People's Charter Union (voor een handvest met rechten voor het volk) en van het  Stamp Abolition Committee (voor de afschaffing van postzegels) in 1849. Van 1851 tot 1870 was Collet secretaris van de Association for the Repeal of the Taxes on Knowledge (tegen 'kennisbelasting').
Collet bracht in 1899 zijn tweedelige boekwerk A History of the Taxes on Knowledge: their origin and repeal uit. Het werd later opgenomen in de Thinker's Library.